# برموکلرومتان
برموکلرومتان (به انگلیسی: Bromochloromethane) با فرمول شیمیایی CH۲BrCl یک ترکیب شیمیایی با شناسه پاب‌کم ۶۳۳۳ است. که جرم مولی آن 129.38 g/mol می‌باشد. شکل ظاهری این ترکیب، مایع بی رنگ تا زرد است.